# Szolnok Soldiers
A Szolnok Soldiers egy amerikaifutball-csapat, amit 2006-ban alapítottak Szolnokon. 2015-ben összeolvadt a Debrecen Gladiators csapatával, azóta közösen, a Szolnoki Honvéd Sportegyesület berkein belül, de Gladiators néven játszanak.

## II. Hungarian Bowl

### Alapszakasz

#### Eger Heroes ellen
| Negyed   | 1 | 2  | 3 | 4 | Tot |
| -------- | - | -- | - | - | --- |
| Soldiers | 9 | 10 | 9 | 7 | 35  |
| Heroes   | 0 | 0  | 0 | 0 | 0   |

- Időjárás: 20 °C (napos)
- Kezdés: 2006. április 30. 15:00
- Helyszín: Rákóczifalva Sportpálya
- Főbíró: Cserjes Károly
- Nézőszám: 530
- MVP: Hajnal Mihály #3 – Szolnok Soldiers

Ahogy az várható volt a mérkőzést részben a játékosok létszáma döntötte el, részben pedig az, hogy az előkészületi mérkőzések során a Soldiers egy nagyon egységes csapattá kovácsolódott össze. Bár az egriek néhány tízfős szurkolótábora folyamatosan lelkesebbnek bizonyult, mint a szolnokiaké a Hősök most sem tudtak felülkerekedni a Katonákon. Az állandó szolnoki nyomás a pályán minden negyedben meghozta az eredményét. Az egrieknek alig sikerült first downt elérni, játékukra inkább a passzok voltak a jellemzőek. A Szolnok ugyanakkor a biztos futásokra épített és néhányszor a védelem is szerephez jutott, mikor az egriek passzai interceptionökben értek véget.
- Pontok[1]
  - SS – Sándor Z safety
  - SS – Balogh A. 4 yard futás (Hajnal M. kickje)
  - SS – Szarka Cs. 3 run (Hajnal M. kickje)
  - SS – Field Goal, Hajnal M. 38
  - SS – Hajnal M. 1 yard futás (Hajnal M. kickje sikertelen)
  - SS – Radványi A. 5 yard futás (Hajnal M. kickje)

#### Debrecen Gladiatorsnál
| Negyed     | 1  | 2 | 3 | 4 | Tot |
| ---------- | -- | - | - | - | --- |
| Gladiators | 13 | 7 | 0 | 8 | 28  |
| Soldiers   | 0  | 2 | 0 | 0 | 2   |

- Időjárás: 22 °C (napos)
- Kezdés: 2006. május 13. 15:00
- Helyszín: Debrecen Kinizsi Stadion
- Referee: Udvardi Gyula
- Nézőszám: 950
- MVP: Vékás József #99 – Debrecen Gladiators

Szombaton a Debrecen Gladiators fogadta a Szolnok Soldierst, akik magabiztosan érkeztek a Gladiátorok otthonában, bár köztudott, hogy a debreceni csapat jóval tapasztaltabb, mint a nemrég alakult szolnoki. Az első félidőben a debreceniek trükkös játékával nem nagyon tudta felvenni a versenyt a Soldiers.
A második negyedben szereztek a Katonák két pontot, azonban a második félidőben már nem tudták gyarapítani pontjaikat. A második félidőre a szolnokiak védelme összeszedte magát és már jóval kevesebb pontot tudtak csak érvényesíteni a Gladiátorok. A futásokat jól állította meg a Szolnok, csak a trükkösebb futásokkal nem tudtak mit kezdeni.
- Pontok[2]
  - DG – Joseph S. 53 yard futás (Sivatkó Á. kickje)
  - DG – Hanász R. 24 yard passz Urgyán D.-től (Sivatko Á. kickje sikertelen)
  - DG – Joseph S. 46 yard futás (Sivatkó Á. kickje)
  - SS – Sándor Z. safety
  - DG – Urgyán D. 5 yard futás (Molnár R. passz Sivatkó Á.-tól)

#### ARD7 Budapest Wolves II ellen
| Negyed    | 1 | 2 | 3 | 4 | Tot |
| --------- | - | - | - | - | --- |
| Soldiers  | 0 | 0 | 0 | 6 | 6   |
| Wolves II | 0 | 0 | 0 | 7 | 7   |

- Időjárás: 20 °C (esős)
- Kezdés: 2006. június 5. 15:00
- Helyszín: Rákóczifalva Sportpálya
- Referee: Cserjes Károly
- Nézőszám: 650
- MVP: Mészáros Lőrinc #30 – Budapest Wolves II

A eddig is kitűnő csapatmoráljáról híres Katonák ezen a mérkőzésen igazi profi csapat képét mutatták. Kőkeményen felvették a harcot a Farkasokkal. A játék első felében mindkét csapat a futásra helyezte a hangsúlyt, de egyikük sem tudott kimagasló eredményt elérni. Szinte alig-alig volt first down, az akciók vége sorozatosan punt-okkal fejeződött be. A félidei 0-0-s állás mindenképpen meglepetésnek számított. A 3. negyed végére erősen körvonalazódott, hogy nem bírnak egymással a csapatok és talán hosszabbításra kerül sor.
A negyedik negyedre aztán az addigi eső is alábbhagyott és kisütött a nap, az események viszont felpörögtek a pályán. Mintegy 3 perccel a rendes játékidő vége előtt egy szélső futást követően a Farkasok kierőszakoltak egy touchdownt, mely után az extra pontot is sikeresen megszerezték. A Szolnok ekkor megrázta magát, passzjátékra váltott és mintegy 15-20 másodperccel a vége előtt élményszámba menő touchdownt ért el. A közönség ekkor már őrjöngött a pálya szélén.
A Soldiers ekkor döntés elé került, hogy egyenlítsen és hagyja a döntést a hosszabbításra, vagy egy két pontos akcióval tegyen pontot a mérkőzés végére. Rúgáshoz álltak fel, de a snap-et követően egy fake következett. A szolnoki receiver teljesen egyedül állt a célterületen, de a labda mintegy 10-15 centiméterrel elkerülte. Így egyetlen ponttal a Wolves jött ki győztesen az összecsapásból.
- Pontok[3]
  - BW – Beni A. 5 yard futás (Stumpf M. kickje)
  - SS – Szarka Cs. 5 yard futás (Forgács G. passza sikertelen)

#### Budapest Black Knightsnál
| Negyed        | 1  | 2 | 3 | 4  | Tot |
| ------------- | -- | - | - | -- | --- |
| Black Knights | 13 | 6 | 6 | 7  | 32  |
| Soldiers      | 0  | 0 | 7 | 10 | 17  |

- Kezdés: 2006. június 11. 19:00
- Helyszín: Budapest BVSC Stadion
- Nézőszám: 250

Alig tucatnyi szurkoló kísérte el a Katonákat, mégis, szinte az egész mérkőzés alatt feladták a feladatot a Lovagok Angyalainak, akik ritkán tudták túlkiabálni a zöld-sárga "B közepet". A meccs viszont nem kezdődött jól a szolnokiaknak. A Knights hamar vezetést szerzett, és jól váltogatva a futó és passzjátékot, a félidőre 19 ponttal előzték meg pont nélkül álló Katonákat. Soldiers részről a múlt héten még kőkemény fal, és linebacker sor most elég rezignáltnak tűnt, minden futás alkalmával volt 2-3 missed tackle, és a passzokra sem értek idejében oda. A második játékrészre viszont változott a kép, a Soldiers szemmel láthatólag felébredt, és egyre élénkebben rohamozta meg a Lovagok állásait. A Knights ekkorra a biztosnak tűnő vezetés tudatában kissé visszább vett a tempóból, de így sem lehetett könnyelmű, mert a Szolnok többször a red zone közelében ólálkodott. Ugyanúgy, mint egy hete, az addig gyengélkedni látszó szolnoki passzjáték varázsütésre helyre került, és az utolsó pár percben csak úgy röpködtek a complete 20-30 yardos passzok, néha már-már az NFL hangulatát idézve. De ez a későn jött ébredés csak arra volt elég, hogy a második félidő csatáját megnyerjék, a háborút elvesztették vasárnap. Azt azért ki lehet jelenteni, a Szolnoknak ott a helye jövőre a Divízió I-ben, és ha tartani tudják a jelenlegi fejlődési ütemet, komoly ellenféllé válhatnak jövőre. A Black Knights viszont ott van a rájátszásban, ellenfele a tavalyi döntős, Debrecen Gladiators.
- Pontok[4]
  - BK – Buús J. 11 yard futás (Nagy P. kickje)
  - BK – Szerényi G. 13 yard passz Micheletzky B.-től (Nagy P. kickje sikertelen)
  - BK – Fábián K. 27 yard passz Michaletzky B.-től (Nagy P. kickje sikertelen)
  - SS – Isai G. 16 yard passz Hajnal M.-től (Hajnal M. kickje)
  - BK – Szerényi G. 35 yard passz Michaletzky B.-től (Nagy P. kickje sikertelen)
  - SS – Field Goal Hajnal M. 14
  - BK – Michaletzky B. 83 yars interception return (Vaszkó J. kickje)
  - SS – Balogh Á. 3 yard futás run (Hajnal M. kickje)

### Az alapszakasz végeredménye
Az alapszakasz végeredménye:
| Rájátszásban kvalifikálva |

| Keleti-csoport          |   |   |   |       |     |     |      |      |
| Team                    | W | L | T | PCT   | PF  | PA  | Home | Road |
| Debrecen Gladiators     | 4 | 0 | 0 | 1.000 | 190 | 35  | 2-0  | 2-0  |
| ARD7 Budapest Wolves II | 3 | 1 | 0 | .750  | 103 | 47  | 1-1  | 2-0  |
| Szolnok Soldiers        | 1 | 3 | 0 | .250  | 60  | 67  | 1-1  | 0-2  |
| Eger Heroes             | 0 | 4 | 0 | .000  | 18  | 259 | 0-2  | 0-2  |

| Nyugati-csoport        |   |   |   |       |     |     |      |      |
| Team                   | W | L | T | PCT   | PF  | PA  | Home | Road |
| Győr Sharks            | 3 | 0 | 0 | 1.000 | 164 | 38  | 2-0  | 1-0  |
| Budapest Black Knights | 3 | 1 | 0 | .750  | 84  | 59  | 2-0  | 1-1  |
| Nagykanizsa Demons     | 1 | 3 | 0 | .250  | 121 | 133 | 1-1  | 0-2  |
| Zala Predators         | 0 | 3 | 0 | .000  | 46  | 148 | 0-1  | 0-2  |

### Rájátszás
A Szolnok Soldiers nem jutott be a rájátszásba.

## III. Hungarian Bowl

### Alapszakasz

#### Budapest Black Knights ellen
| Negyed       | 1 | 2 | 3 | 4  | Tot |
| ------------ | - | - | - | -- | --- |
| Soldiers     | 0 | 0 | 0 | 0  | 0   |
| Black Nights | 0 | 8 | 0 | 14 | 22  |

- Kezdés: 2007. április 15.
- Helyszín: Rákóczifalva Sportpálya
- Nézőszám: 450
- MVP: Kollár Bence #35 – Budapest Black Knights
- Pontok[5]
  - BK – Kollar B 3 yard futás (Csaranks B futása)
  - BK – Kollar B 14 yard futás (Kollar B futása)
  - BK – Kollar B 4 yard futás (Kollar B futása sikertelen)

#### Debrecen Gladiatorsnál
| Negyed     | 1  | 2 | 3  | 4 | Tot |
| ---------- | -- | - | -- | - | --- |
| Gladiators | 17 | 2 | 6  | 6 | 31  |
| Soldiers   | 0  | 0 | 12 | 6 | 18  |

- Kezdés: 2007. május 1. 15:00
- Időjárás: 15 °C
- Helyszín: Debrecen Nagyerdei Sportpálya
- Nézőszám: 282
- Pontok[6]
  - DBG – Kuruc S 15 yardd passzUrgyan D-től (Horvath S kickje)
  - DBG – Selmser J S 61 yard passz Urgyan D-től (Horvath S kickje)
  - DBG – Horvath S 28 yard field goal
  - DBG – TEAM safety
  - SZS – Deli R 4 yard futás (Varga T kickje sikertelen)
  - SZS – Radvanyi A 1 yard futás (Kalman A kickje sikertelen)
  - DBG – Povodvr A 1 yard passz Urgyan D-től (Horvath S kickje sikertelen)
  - SZS – Papp L 36 yard passz Forgacs G-től (Kalman A passza sikertelen)
  - DBG – Urgyan D 1 yardd futás (Horvath S kickje sikertelen)

#### Budapest Black Nightsnál
| Negyed       | 1  | 2  | 3 | 4 | Tot |
| ------------ | -- | -- | - | - | --- |
| Black Nights | 14 | 0  | 0 | 6 | 20  |
| Soldiers     | 0  | 10 | 7 | 0 | 17  |

- Kezdés: 2007. május 13. 15:00
- Időjárás: 27 °C, Napos
- Helyszín: Budapest, BVSC Stadion
- Nézőszám: 150
- Főbíró: Kruts Roland
- Pontok[7]
  - BK – Buús J 16 yardd run (Buús J rush failed)
  - BK – Buús J 1 yd run (Buús J rush)
  - SZS – Hajnal M 1 yd run (Hajnal M kick)
  - SZS – Hajnal M 30 yd field goal
  - SZS – Sándor G 3 yd run (Hajnal M kick)
  - BBK – Csarankó B 1 yd run (Csarankó B rush failed)

#### Debrecen Gladiators ellen
| Negyed     | 1 | 2 | 3  | 4  | Tot |
| ---------- | - | - | -- | -- | --- |
| Soldiers   | 0 | 0 | 6  | 0  | 6   |
| Gladiators | 0 | 6 | 14 | 13 | 33  |

- Kezdés: 2007. június 9. 15:00
- Helyszín: Rákóczifalva Sporttelep
- Nézőszám: 100
- Főbíró: Kruts Roland
- Pontok[8]
  - DBG – Hanász R 20 yd pass from Selmser J S (Horváth S kick failed)
  - SZS – Isai G 7 yd pass from Hajnal M (Hajnal M kick failed)
  - DBG – Selmser J S 56 yd run (Horváth S kick)
  - DBG – Pápa Sz 50 yd interception return (Horváth S kick)
  - DBG – Hanász R 35 yd pass from Selmser J S (Horváth S kick)
  - DBG – Selmser J S 15 yd run (Szalóki P pass failed)

### Az alapszakasz végeredménye
Az alapszakasz végeredménye:
| Rájátszásba kvalifikálva |

| Keleti-csoport         |   |   |   |       |     |     |      |      |
| Team                   | W | L | T | PCT   | PF  | PA  | Home | Road |
| Debrecen Gladiators    | 4 | 0 | 0 | 1.000 | 126 | 54  | 2-0  | 2-0  |
| Budapest Black Knights | 2 | 2 | 0 | .500  | 72  | 79  | 1-1  | 1-1  |
| Szolnok Soldiers       | 0 | 4 | 0 | .000  | 41  | 106 | 0-2  | 0-2  |

| Nyugati-csoport    |   |   |   |       |     |     |      |      |
| Team               | W | L | T | PCT   | PF  | PA  | Home | Road |
| Győr Sharks        | 4 | 0 | 0 | 1.000 | 134 | 67  | 2-0  | 2-0  |
| Budapest Wolves II | 2 | 2 | 0 | .500  | 93  | 111 | 1-1  | 1-1  |
| Nagykanizsa Demons | 0 | 4 | 0 | .000  | 121 | 133 | 1-1  | 0-2  |

### Rájátszás
A Szolnok Soldiers nem jutott be a rájátszásba.

## Külső hivatkozások
- Hivatalos oldal
- Magyarországi Amerikai Futballcsapatok Ligája[halott link]
- Magyarországi Amerikai Football Csapatok Szövetsége